# Lilia Amarfi
Lilia Amarfi (n. 8 noiembrie 1949, Orhei, RSS Moldovenească, URSS – d. 28 septembrie 2010, Moscova, Rusia) a fost o artistă de operetă din Republica Moldova (soprană de coloratură), care a activat în Rusia.
A absolvit, în 1972, cu mențiune, Institutul Unional de Artă Teatrală din Moscova, la profesorul Lev Sverdlin, împreună cu Irina Maslennikova, solistă la Teatrul Bolșoi, și concertmaistrul Irina Nikolaeva. În același an a debutat pe scena Teatrului de Operetă din Moscova, jucând în opereta Voievodul țiganilor de J. Strauss-fiul. A mai jucat rolurile:
- Adele în Liliacul de J. Strauss-fiul
- Silvia Varescu în Silvia de I. Kalman
- Violetta Cavalini în Vioreaua de I. Kalman
- Angele Dirier în Contele de Luxembourg de F. Lehár
- ș.a.

A fost cunoscută și ca interpretă a cântecelor populare românești. A avut turnee în Cehia, Germania, Ungaria, Republica Moldova etc. A primit distincția de Artistă Emerită a Federației Ruse în 1983.